# Springdale (condado de Lancaster)
Springdale es un lugar designado por el censo ubicado en el condado de Lancaster, en el estado estadounidense de Carolina del Sur. La localidad en el año 2010 tiene una población de 2.574 habitantes en una superficie de 12.7 km², con una densidad poblacional de 191 personas por km². 

## Geografía
Springdale se encuentra ubicado en las coordenadas 34°41′26.63″N 80°47′4.78″O / 34.6907306, -80.7846611. Según la Oficina del Censo, el pueblo tiene un área total de 11 km² (4,2 mi²), de la cual 10,9 km² (4,2 mi²) es tierra y 0,1 km² (0 mi²) (0.47%) es agua.

## Demografía
En el 2000 la renta per cápita promedia del hogar era de $30.077, y el ingreso promedio para una familia era de $32.798. El ingreso per cápita para la localidad era de $13.379. En 2000 los hombres tenían un ingreso per cápita de $26.379 contra $20.417 para las mujeres. Alrededor del 10.70% de la población estaba bajo el umbral de pobreza nacional. 